# Loudness (album)
Pour les articles homonymes, voir Loudness (homonymie).
Albums de Loudness
On the Prowl
(1991) Heavy Metal Hippies
(1994)
Loudness est le 10e album studio du groupe Loudness sorti en 1992.

## Liste des morceaux
1. Pray for the Dead - 4:15
2. Slaughter House - 3:53
3. Waking the Dead - 3:55
4. Black Widow - 4:50
5. Racing the Wind - 4:04
6. Love Kills - 5:14
7. Hell Bites (From the Edge of Insanity) - 5:54
8. Everyone Lies - 4:43
9. Twisted - 5:20
10. Firestorm - 4:29

## Crédits
- Toutes les pistes par: Akira Takasaki, Masaki Yamada & Gray.
- Artwork : Tadamori Yoko

## Composition du groupe
- Masaki Yamada - Chants
- Akira Takasaki - Guitare
- Taiji Sawada - Basse
- Munetaka Higuchi - Batterie